# Sacha Lima
Sacha Silvestre Lima Castedo (Santa Ana del Yacuma, 17 de agosto de 1981) es un exfutbolista boliviano. Se desempeñaba como centrocampista.
Fue internacional con la selección boliviana, donde ha jugado 18 partidos. Participó con su selección en la Copa América de Venezuela 2007 y también participó en las clasificatorias para el Mundial de Sudáfrica 2010 y para el Mundial de Brasil 2014. Además, fue seleccionado boliviano sub-20, con el cual disputó 4 partidos.

## Clubes
| Club                   | País    | Año       |
| ---------------------- | ------- | --------- |
| Jorge Wilstermann      | Bolivia | 2000-2004 |
| Real Potosí            | Bolivia | 2005      |
| Jorge Wilstermann      | Bolivia | 2006-2007 |
| The Strongest          | Bolivia | 2008      |
| Universitario de Sucre | Bolivia | 2009-2010 |
| The Strongest          | Bolivia | 2011-2014 |
| Club Arauco Prado      | Bolivia | 2015      |